# Gurye-gun
Gurye es un condado en la provincia de Jeolla del Sur, Corea del Sur.

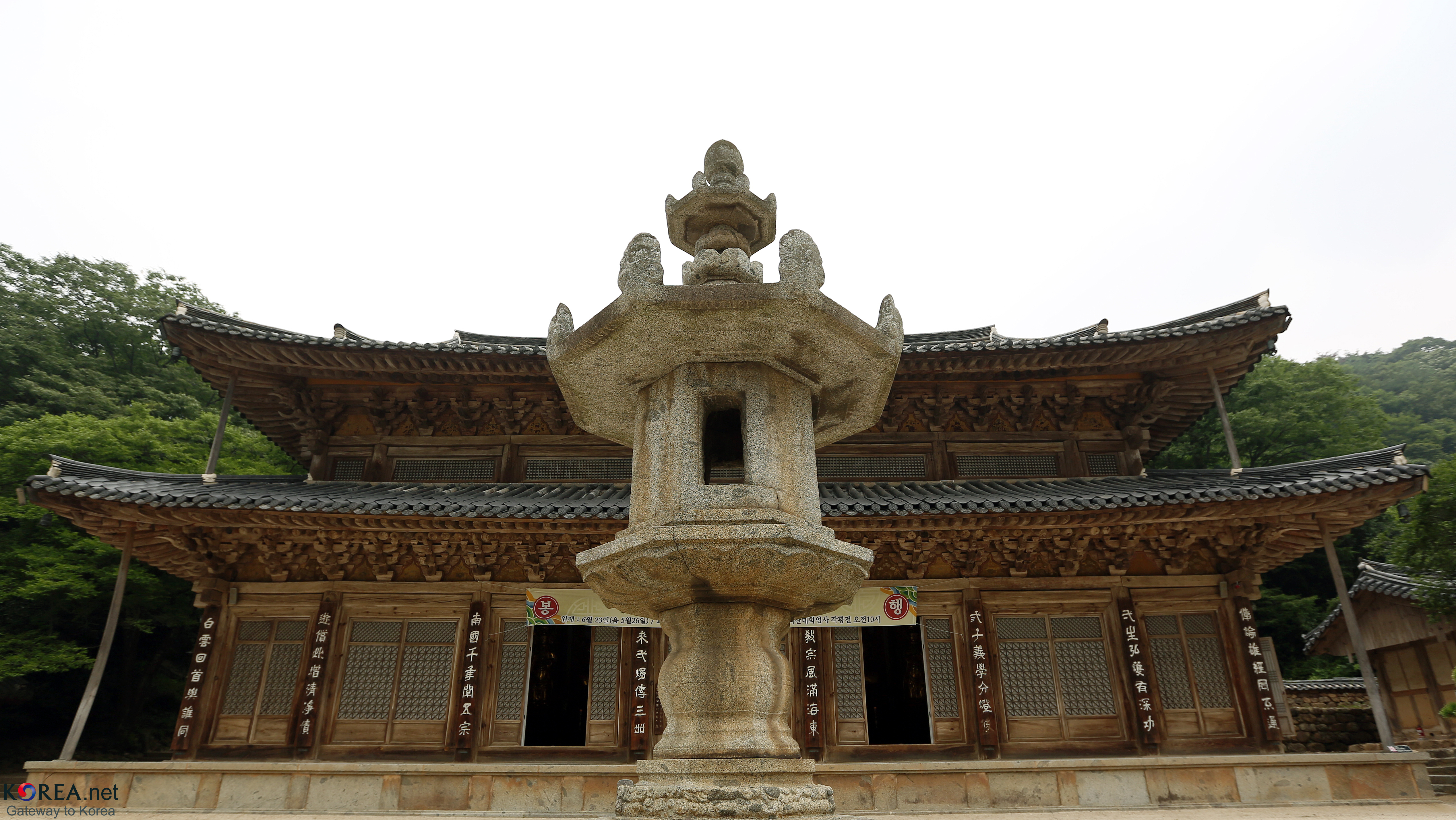
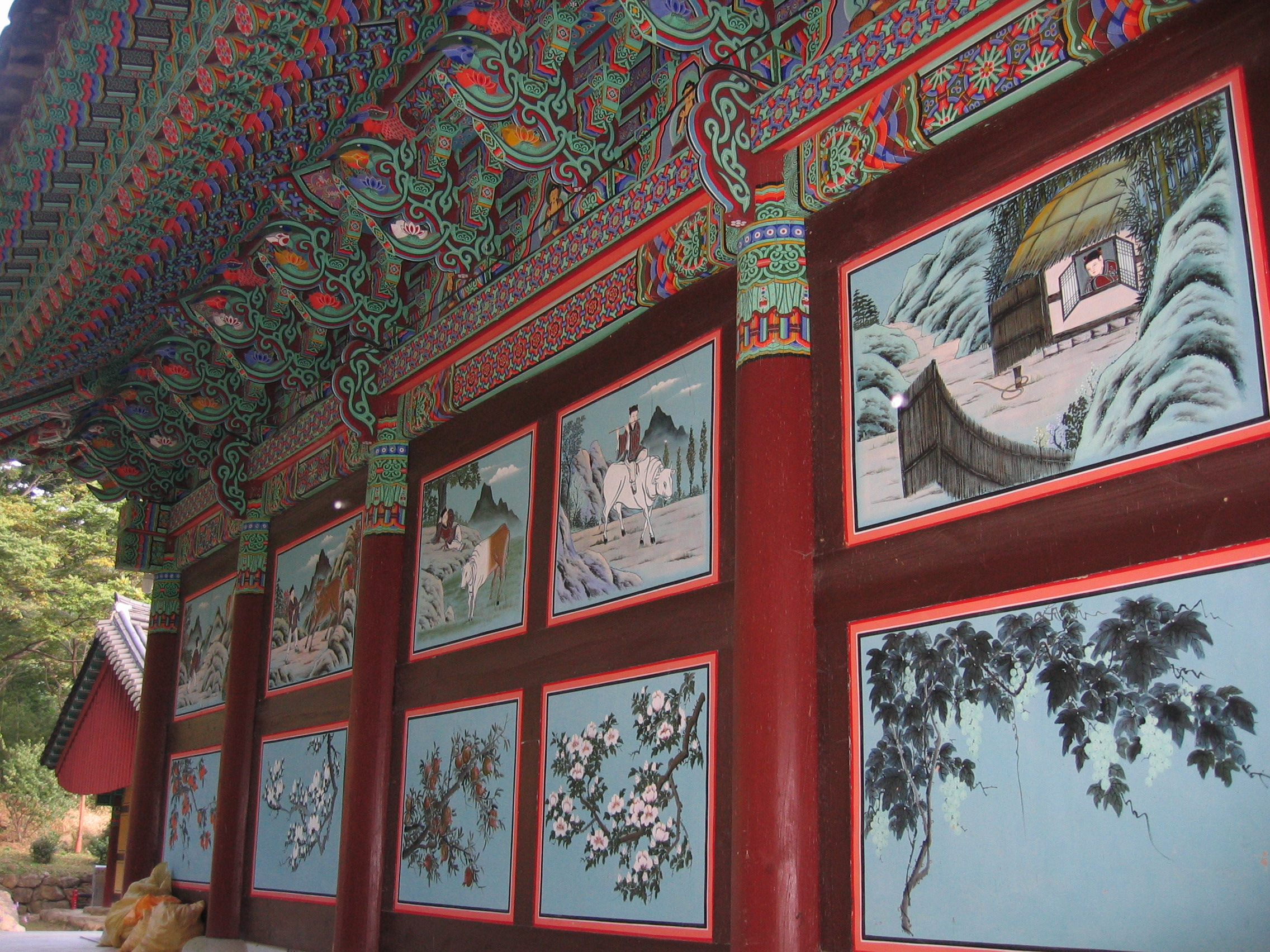
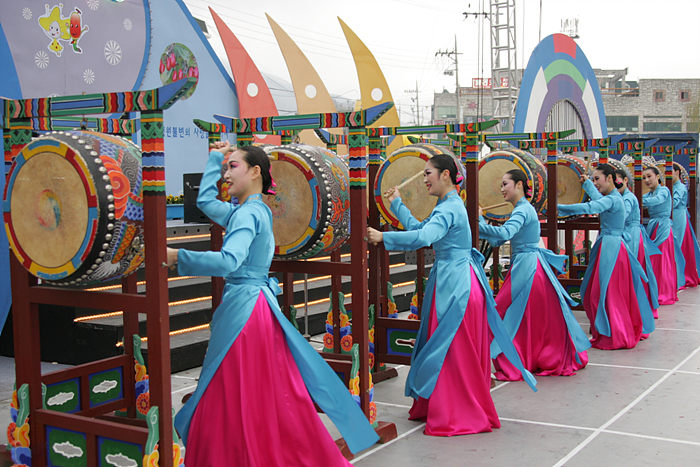

## Festival
Gurye-gun es famoso por el Fiesta de la Flor Sansuyu. Sansuyu es el fruto de la Cornus officinalis (산수유). La Fiesta de la Flor Sansuyu se celebra cada Sansuyu de mediados de marzo y tiene lugar en el sitio turístico manantiales calientes a los pies de Monte Jiri. Sansuyu es un elemento en Medicina tradicional Coreana muy conocida.